# 紗百合
紗百合（日语：／ Sayuri，1958年11月10日—2012年3月6日），日本女性配音員。出身於東京都。A型血。

## 經歷、人物
本名、舊藝名：。
東京動畫養成所畢業。原屬九Production，最終所屬Production★A組。
配音生涯以來參加過許多SHIN-EI動畫製作、本鄉滿執導作品的配音。為人熟悉的代表配音作品有1994年在劇院上映《蠟筆小新》衍生的長篇動畫系列《第2部：不理不理王國的秘寶》要角路路·陸·露露、和1996年開始擔任長壽電視動畫系列要角娜娜子姊姊〈大原娜娜子〉，《星方遊俠》的鈴鹿、《新勇者萊汀》的才賀林檎、OVA《魔靈公主》主角緹亞拉及電影動畫《羈絆一擊》的轟茜等。
除了參加動畫配音之外，她還廣泛從事知識性節目《地球戲劇性》（NHK教育，至2011年12月3日為止）、《BS世界的紀錄片》（NHK BS1，至2011年12月15日為止）的解說工作。
2012年3月6日，因癌症去世，享年55歳。配音遺作是同年3月30日播出的《蠟筆小新》第766話登場的娜娜子。
興趣、特長：唱歌、插圖、設計。

## 繼任
在紗百合逝世後，配音員接任作品如下：
| 繼任     | 角色名       | 概要作品                           | 繼任初次擔當作品          |
| -------- | ------------ | ---------------------------------- | ------------------------- |
| 西宏子   | 桃樂比的奶奶 | 《可愛巧虎島》                     | 《可愛巧虎島Wao！》       |
| 伊藤靜   | 大原娜娜子   | 《蠟筆小新》                       | 第790之B話                |
| 大塚里   | 史派絲       | 《蝙蝠俠3》朝日電視台版            | WOWOW再放送追加錄音部分   |
| 小林優子 | 奧黛莉·赫恩  | 《雙峰》                           | 《雙峰：回憶篇》          |
| 安藤麻吹 | 珊卓         | 《吉翁最前線 機動戰士鋼彈0079》    | 《SD鋼彈 G世代 創世》     |
| 緒乃冬華 | 蕾蒂·安      | 《新機動戰記鋼彈W》                | 《SD鋼彈 G世代 火線縱橫》 |
| 齋賀光希 | 戒道幾已     | 《霸界王 ～GaoGaiGar對進化戰記～》 | 《超級機器人大戰30》      |

## 演出

### 電視動畫
1983年
- 伊賀野河馬丸（女學生D）

1988年
- 城市獵人2（女子D、邪惡軍團）
- 比利犬（日语：ビリ犬）（學生D、行員B）

1989年
- 機動警察（母親）
- YAWARA！（大垣）

1991年
- 美味大挑戰（客人B、秘書）
- 小小妖怪阿奇·柯奇·索奇（日语：ちいさなおばけアッチ・コッチ・ソッチ）
- 大耳鼠（D）
- 21衛門（女學生C）
- 魔法公主 Minky Momo 擁抱夢想（日语：魔法のプリンセス ミンキーモモ）（裘蒂）

1992年
- 人小鬼大（谷澤弘子的母親）
- 勇者傳說達鋼（香坂光）

1993年
- 可愛巧虎島（桃樂比的奶奶）
- 熱血最強（智）

1994年
- 機動武鬥傳G鋼彈（諾瑪·葛拉翰、廣播、乘員B、接線員）

1995年
- 黃金勇者合體（カースケ）
- 怪盜Saint Tail（翔太）
- 新機動戰記鋼彈W（蕾蒂·安）
- 獸戰士卡爾基巴（日语：獣戦士ガルキーバ）（火浦直氣）

1996年
- 黃金勇者（藤卷駿的母親）
- 蠟筆小新（大原娜娜子〈初代〉）
- 城市獵人：秘密任務（店員）
- 名偵探柯南（女子）
- 勇者指令達古王（老奶奶）

1997年
- EAT-MAN（日语：EAT-MAN）（女孩、巫女A、男孩子A 等）
- 城市獵人：再見我的甜心（歌劇團員B）
- 忍企鵝真丸（日语：忍ペンまん丸）（真丸的母親）
- 勇者王（戒道幾巳、天海愛、普琳馬達）

1998年
- 星方武俠（日语：星方武侠アウトロースター）（鈴鹿、女子）
- DT戰士（日语：DTエイトロン）

1999年
- 伊索世界（的母親、老鼠母親）
- 週刊故事樂園（日语：週刊ストーリーランド）（母親）
- 進化戰記（女子）

2000年
- 沉默的未知（萊納·伊涅斯）

2001年
- 彗星公主（君原愛子）
- 人造人009 THE CYBORG SOLDIER（0012）
- 通靈王（邁耶）
- 巴比倫2世 (2001年版)（烏爾）
- 魔法戰士李維（珍妮）

2002年
- 十二國記（微真）

2003年
- 原子小金剛 (2003年版)（主播）
- The Big O Second Season（韋菈·倫修塔特、母親）

2004年
- 琉球武士瘋雲錄（阿鈴）
- 名偵探柯南（鮎川沙織）
- 妄想代理人（優一的母親）

2005年
- IGPX（艾咪·史提普爾頓的母親）
- 創聖的亞庫艾里翁（エスペランサ）
- 勇者王FINAL（戒道幾巳、天海愛、帕魯斯·阿貝爾）

2006年
- 天保異聞 妖奇士（花魁）

2007年
- 精靈守護者（一之妃、的母親）
- 婆婆偵探團（日语：やっとかめ探偵団）（水谷島子）
- 新勇者萊汀（日语：REIDEEN）（才賀林檎）

2008年
- ARIA The ORIGINATION（理事長）
- 神靈狩/GHOST HOUND（勸誘女性）
- 發現·體驗·我喜歡巧虎！（桃樂比的奶奶）
- 神奇寶貝鑽石&珍珠（星野）
- xxxHOLiC◆繼（五月七日里惠）

2009年
- 鋼之鍊金術師 FULLMETAL ALCHEMIST（薩泰拉·雷考特）

2010年
- SHIN-MEN（喵喵子）
- 可愛巧虎島HE SO KA（桃樂比的奶奶）
- 少年犯之七人（櫻木六郎太的母親）

2011年
- 金鋼狼 (2011年動畫)（日语：ウルヴァリン (アニメ)）（美雪）

### 電影動畫
1994年
- 蠟筆小新：不理不理王國的秘寶（路路·陸·露露）

1995年
- 我想當第5名（花內律子的母親〈花內英子〉）

1998年
- 大盜五右衛門：拯救地球大作戰（日语：アニメがんばれゴエモン）（高志）
- 新機動戰記鋼彈W 無盡的華爾茲 特別篇（蕾蒂·安）

1999年
- 蠟筆小新：爆發！溫泉激烈大決戰（大原娜娜子）

2000年
- 蠟筆小新：風起雲湧的叢林冒險（大原娜娜子）

2003年
- 蠟筆小新：風起雲湧 光榮燒肉之路（大原娜娜子[5]）

2005年
- 奇諾之旅：活著的目標 -life goes on.-（女性）
- 劇場版 鋼之鍊金術師：森巴拉的征服者

2011年
- 羈絆一擊（日语：羈絆一撃）（轟茜）
- 劇場版 神奇寶貝：比克提尼與黑英雄 捷克羅姆／白英雄 雷希拉姆（雅金）

### OVA
1987年
- 曙光Q 交錯的時空 REFLECTION（日语：トワイライトQ）

1989年
- 祖先大人萬萬歲！

1990年
- 惡魔人 妖鳥死麗濡篇

1991年
- 機動戰士鋼彈0083：星塵回憶（同僚C）
- 有閑俱樂部 狗貓完整HOW麻吉（生活指導顧問）

1994年
- 銀河英雄傳說

1996年
- 魔靈公主（緹亞拉）

1997年
- 工業哀歌排球男孩（日语：工業哀歌バレーボーイズ）（森口真由美）
- 新機動戰記鋼彈W 無盡的華爾茲（蕾蒂·安）

1999年
- 最遊記（老奶奶）
- （大山花）

2000年
- 勇者王FINAL（戒道幾巳、天海愛、帕魯斯·阿貝爾）

### 網路動畫
2002年
- （王妃歐康、一之瀨朋子）

### 遊戲
1996年
- （母親）

1997年
- 黑之劍 -Blade of the Darkness-（妣虎）
- 超級機器人大戰F（蕾蒂·安）

1998年
- 新世代機器人戰記BRAVE SAGA（日语：新世代ロボット戦記ブレイブサーガ）（香坂光）
- 超級機器人大戰F 完結篇（蕾蒂·安）
- 聖龍戰記II -神去的大地-（比芎）

1999年
- L的季節 ～A piece of memories～（日语：Lの季節 〜A piece of memories〜）（草壁湊）
- CIRCADIA（日语：サーカディア）（如月美海）
- 超時空要塞VF-X2（瑪莉亞弗奇娜·邦洛斯）

2000年
- SD鋼彈 G世代-F（蕾蒂·安）
- 新世代機器人戰記BRAVE SAGA 2（日语：ブレイブサーガ2）（香坂光、天海愛、普琳馬達、戒道幾巳、雅絲塔）

2001年
- SD鋼彈 G世代-F.I.F（蕾蒂·安）
- 兒童劇場 蠟筆小新動手做（日语：キッズステーション クレヨンしんちゃん オラとおもいでつくるゾ!）（娜娜子姊姊〈大原娜娜子〉）
- 吉翁最前線 機動戰士鋼彈0079（珊卓）

2002年
- SD鋼彈 G世代-DA（蕾蒂·安）
- 機神大作戰（日语：ギガンティック ドライブ）（川崎友繪）

2003年
- 十二國記 -紅蓮之標 黃塵之路-（微真）
- 第2次超級機器人大戰α（天海愛、普琳馬達）

2005年
- 新世紀勇者大戰（日语：新世紀勇者大戦）（天海愛、普琳馬達、戒道幾巳）
- 第3次超級機器人大戰α 終焉之銀河（戒道幾巳、帕魯斯·阿貝爾）

2006年
- SD鋼彈 G世代 PORTABLE（蕾蒂·安）
- 蠟筆小新：驚奇園地的傳說大絕戰！（日语：クレヨンしんちゃん 伝説を呼ぶ オマケの都ショックガーン!）（娜娜子姊姊〈大原娜娜子〉）
- 霸天開拓史II 創始之翼與諸神之子（日语：バテン・カイトスII 始まりの翼と神々の嗣子）（吉娜）

2007年
- 蠟筆小新：最強家族春日部之王Wii（日语：クレヨンしんちゃん 最強家族カスカベキング うぃ〜）（娜娜子姊姊〈大原娜娜子〉）
- 蠟筆小新DS：呼風喚雨的蠟筆大作戰！（日语：クレヨンしんちゃんDS 嵐を呼ぶ ぬってクレヨ〜ン大作戦!）（娜娜子姊姊〈大原娜娜子〉）
- 星海遊俠1 初次啟航

2008年
- 蠟筆小新：呼風喚雨的電影樂園大挑戰！（日语：クレヨンしんちゃん 嵐を呼ぶ シネマランド カチンコガチンコ大活劇!）（路路·陸·露露）

2009年
- 蠟筆小新：黏土造型大變身！（日语：クレヨンしんちゃん 嵐を呼ぶ ねんどろろ〜ん大変身!）（娜娜子姊姊〈大原娜娜子〉）

2010年
- 異域神劍（羅蘭）

2011年
- 蠟筆小新：宇宙功夫!?友情的笨蛋空手道!!（日语：クレヨンしんちゃん 宇宙DEアチョー!? 友情のおバカラテ!!）（娜娜子姊姊〈大原娜娜子〉）

2015年
- 超級機器人大戰BX（戒道幾巳）[注 2]

2020年
- 異度神劍 終極版（羅蘭）

### 廣播劇CD
1993年
- 無責任艦長 MUSIC FILE 4 我田引水（女性播報員）

1997年
- 勇者指令 CD3 ～秋（黑岩悅子）
- 勇者王系列
  - 廣播劇特別篇1 ～生化人誕生～（天海愛）
  - 廣播劇特別篇2 ～機器人闇酷冒險記～（鳥羽操）
  - 廣播劇特別篇3 ～最強勇者美女軍團～（戒道幾巳、天海愛）

2000年
- 世界第一最討厭的（日语：世界でいちばん大嫌い）（本庄雅）

2002年
- 醜小鴨王子（日语：あひるの王子さま）（白鳥麗一的母親）

### 外語配音

#### 電影
- 紅粉聯盟（Shirley Baker〈Ann Cusack〉）※影碟版、朝日電視台版。
- 半夜鬼上床（Marge Thompson〈Ronee Blakley〉）※VHS、DVD版。
- A.I.人工智慧（莫妮卡·斯文頓〈弗朗西斯·奧康納（英语：Frances O'Connor）〉）※影碟版。
- 飛離航道（英语：Air America (film)）
- 杏林戰場（英语：Article 99）（Diana Walton〈Kathy Baker〉）※東京電視台版。
- 阿凡達
- 浴火赤子情（英语：Backdraft (film)） ※朝日電視台版。
- 蝙蝠俠3（Spice〈Debi Mazar〉）※朝日電視台版。
- 征服四海（英语：Christopher Columbus: The Discovery）
- 決戰雪山之巔峰（英语：Crackerjack (1994 film)）（無線電聲音）
- 十萬火急（英语：Daylight (1996 film)）
- 深夜止步（Martha／Carlo的母親〈Clara Calamai〉）※影碟版。
- 不簡單的任務（英语：The Dish）
- 熱淚傷痕（英语：Dolores Claiborne (film)）（賽琳娜·聖喬治〈珍妮佛·傑森·李〉）※東京電視台版。
- 警網
- 荊軻刺秦王（盲目的少女〈周迅〉）
- 永不妥協（唐娜·顏生〈瑪格·海根柏格〉）※影碟版。
- 飛俠哥頓 ※朝日電視台版。
- 魔鬼剋星2（檢察官〈珍娜·瑪格琳（英语：Janet Margolin）〉）※朝日電視台版。
- 密西西比謀殺案（英语：Ghosts of Mississippi）（伯特·德勞特〈盧卡斯·布萊克〉）
- 魔鬼士官長（女服務生）※朝日電視台版。
- 恐怖英雄（英语：Hero and the Terror）
- 戴罪立功（英语：The Inglorious Bastards）（妮可〈黛博拉·貝傑（英语：Debra Berger）〉[6]）※東京電視台版。
- 親密關係（英语：Intimacy (2001 film)）（克萊爾〈凱莉·福斯〉）
- 時空攔截（英语：Jacob's Ladder (film)） ※日本電視台版。
- 一路響叮噹 ※影碟版。
- 特警判官（Ilsa Hayden〈陳沖〉）※富士電視台版。
- 逃出魔幻紀（少女時期的Sarah Whittle〈Laura Bell Bundy〉）※VHS、舊DVD版。
- 殺死我的老師（英语：Killing Mr. Griffin (film)）（Dolly Luna〈Rhonda Dotson〉）
- 我的子彈會轉彎（英语：Kuffs）（Nikki Allyn〈Mary Ellen Trainor〉）
- 靈犬萊西 (2005年電影)（英语：Lassie (2005 film)）
- 沉睡不醒的警察（英语：Let Sleeping Cops Lie）（Corinne〈Consuelo de Haviland〉）※東京電視台版。
- 奪命總動員（Trin〈Melina Kanakaredes〉）※影碟版。
- 蟻人（英语：Matinee (1993 film)）
- 駭客任務（變體〈貝琳達·麥考利（英语：Belinda McClory）〉）※影碟版。
- 不可能的任務（克萊兒·費普斯〈艾曼紐·琵雅〉）※DVD版。
- 情深到來生（英语：My Life (film)） ※影碟版。
- 攔截目擊者（英语：Narrow Margin） ※影碟版。
- 獵豹行動（英语：The Nest (2002 film)） ※東京電視台版。
- 炸彈追殺令（英语：No Contest (film)） ※東京電視台版。
- 三不管地帶 (1987年電影)（英语：No Man's Land (1987 film)） ※朝日電視台版。
- 血的遊戲（英语：No Retreat, No Surrender） ※日本電視台版。
- 美國往事（伊芙〈達蓮·佛魯格（英语：Darlanne Fluegel）〉、少女時期的佩吉）※VHS版。
- 超越顛峰（英语：Over the Top (film)） ※TBS版。
- 貝克（英语：Pecker (film)）（林恩·溫特沃斯〈派翠西亞·赫斯特〉）
- 費城故事
- 第一滴血續集 ※富士電視台版。
- 蝴蝶夢 (1940年電影)（Danvers夫人〈朱迪絲·安德森〉）※DVD版。
- 天兵總動員（英语：Renaissance Man (film)）
- Robowar（英语：Robowar (film)）
- 獵殺紅蠍星（英语：Ricochet (1991 film)） ※VHS版。
- 旭日東昇（英语：Rising Sun (film)）（Cheryl Lynn Austin〈Tatjana Patitz〉）
- 機器戰警3（英语：RoboCop 3）（Nikko Halloran〈Remy Ryan〉）※朝日電視台版。
- 冷血悍將（導遊）※富士電視台版。
- 俄羅斯大廈（英语：The Russia House (film)）
- 聖誕快樂又瘋狂3（英语：The Santa Clause 3: The Escape Clause）（Laura Miller〈Wendy Crewson〉）
- 回到過去（英语：Scrooged） ※富士電視台版。
- 少林木人巷（小蘭）※Broadway版。
- The Silencer (1996年電影) ※DVD版。
- 辛巴達穿破猛虎眼（英语：Sinbad and the Eye of the Tiger）（梅蘭西亞斯的女兒迪翁）※朝日電視台版。
- 太空炮彈（英语：Spaceballs）（食堂店員）
- 魔鬼專家 ※影碟版、朝日電視台版。
- 生死時速（羅蘋）※影碟版、（新聞主播1、電梯女性3）※富士電視台版。
- 一家之鼠2（Rita Powell〈Amelia Marshall〉）
- 坐立不安（英语：Suspiria）（Ms. Tanner〈Alida Valli〉）
- 雷霆之心（英语：Thunderheart） ※VHS、DVD版。
- 天堂有難（英语：Trapped in Paradise）
- 魔鬼命令 ※朝日電視台版。
- 等待夢醒時分（英语：Waiting to Exhale）
- 玫瑰戰爭（英语：The War of the Roses (film)） ※富士電視台版。
- 水瓶座女孩（Libby Reynolds〈凱莉·普雷斯頓〉）
- 鹿苑長春（英语：The Yearling (film)）（奧利·巴克斯特〈珍·惠曼〉）※PDDVD（日语：パブリックドメインDVD）版。

#### 電視影集
- 飛越比佛利（Valerie Malone的母親／Abby Malone〈蜜雪兒·菲利浦斯（英语：Michelle Phillips）〉）
- 聖女魔咒（珊卓）
- 鐵證懸案 (第6季)
- 神探可倫坡（瑪奇、莎拉、琳達、雪莉、曾）
- CSI犯罪現場：邁阿密 (第9季)（坦蒂·金〈茱莉·克萊兒（英语：Julie Claire）〉）
- 玩偶特工
- 荒野女醫情（英语：Dr. Quinn, Medicine Woman）（Emma〈Charlotte Chatton〉）
- 閃電俠 (1990年電視影集)（Seria Wayne）※日本電視台版。
- 六人行 (第3季)（Ginger〈雪琳·芬〉）
- 歡樂滿屋（成年的Stephanie Judith Tanner）
- 奇異果女孩（Friedman）
- 雞皮疙瘩（英语：Goosebumps (TV series)）（Thatcher）※NHK版。
- 凶殺：街頭生涯（英语：Homicide: Life on the Street）（Kay Howard〈梅莉莎·李歐〉）
- 休斯頓騎士（英语：Houston Knights）（Carrel 'Legs' O'Brien〈Nancy Everhard〉）
- 布拉格戀人
- 我為卿狂（英语：Mad About You）（Maggie Conway〈Judy Geeson〉）
- 少年魔法師梅林（伊格賴因）
- 警戒圍欄（英语：Picket Fences）（Jill Brock〈Kathy Baker〉）
- 雙峰（Audrey Horne〈Sherilyn Fenn〉）
- 淘氣小魔女（英语：The Worst Witch）（Hardbroom老師〈Kate Duchêne〉）

#### 動畫
- 阿拉丁（微胖男子的太太、鏡屋主人的兒子）
- 蝙蝠俠（Renée Montoya〈Ingrid Oliu→Liane Schirmer〉）
- 地球超人（Jason）
- 大英雄（Zalerna）
- 帕丁頓熊
- 辛普森一家（Maude Flanders、Itchy 等）
  - 辛普森一家大電影（Itchy、電視登場的兒子）※原創版。

#### 遊戲
- 星艦迷航記：博格（日语：スタートレック:ボーグ）（塔格斯少尉〈瑪妮·麥克菲爾（英语：Marnie McPhail）〉）

### 特攝影集
- 電腦警察（ZAP地下電梯的廣播、磁浮新幹線的廣播）

## 腳註

## 外部連結
- 紗百合｜Production★A組 （日語）（即使在她去世後，她的個人資料仍被列為「永久所屬藝人」）